# Ла-Сейба
Ла-Сейба (ісп. La Ceiba) — портове місто на північному узбережжі Гондурасу, адміністративний центр департаменту Атлантида.

## Географія
Місто розташовано на березі Карибського моря, на східній межі Гондураської затоки.

### Клімат
Місто знаходиться у зоні, котра характеризується вологим тропічним кліматом. Найтепліший місяць — червень із середньою температурою 28.3 °C (83 °F). Найхолодніший місяць — січень, із середньою температурою 23.3 °С (74 °F).
| Клімат Ла-Сейби         | Клімат Ла-Сейби | Клімат Ла-Сейби | Клімат Ла-Сейби | Клімат Ла-Сейби | Клімат Ла-Сейби | Клімат Ла-Сейби | Клімат Ла-Сейби | Клімат Ла-Сейби | Клімат Ла-Сейби | Клімат Ла-Сейби | Клімат Ла-Сейби | Клімат Ла-Сейби | Клімат Ла-Сейби |
| Показник                | Січ.            | Лют.            | Бер.            | Квіт.           | Трав.           | Черв.           | Лип.            | Серп.           | Вер.            | Жовт.           | Лист.           | Груд.           | Рік             |
| Абсолютний максимум, °C | 35              | 32              | 41              | 33              | 36              | 39              | 38              | 38              | 36              | 36              | 40              | 32              | 41              |
| Середній максимум, °C   | 26              | 27              | 28              | 29              | 30              | 31              | 30              | 30              | 30              | 28              | 27              | 27              | 28              |
| Середня температура, °C | 23              | 23              | 25              | 26              | 27              | 28              | 27              | 27              | 27              | 26              | 25              | 24              | 26              |
| Середній мінімум, °C    | 20              | 20              | 21              | 23              | 24              | 25              | 23              | 24              | 23              | 23              | 22              | 21              | 22              |
| Абсолютний мінімум, °C  | 13              | 12              | 12              | 13              | 17              | 20              | 18              | 17              | 18              | 17              | 16              | 13              | 12              |
| Норма опадів, мм        | 330             | 260             | 180             | 90              | 90              | 130             | 150             | 160             | 200             | 390             | 390             | 400             | 2850            |
| ----------------------- | --------------- | --------------- | --------------- | --------------- | --------------- | --------------- | --------------- | --------------- | --------------- | --------------- | --------------- | --------------- | --------------- |
| Джерело: Weatherbase    |                 |                 |                 |                 |                 |                 |                 |                 |                 |                 |                 |                 |                 |

## Історія
Місто офіційно засновано 23 серпня 1877 року. Названо на честь велетенських дерев сейба, що росли поряд зі старими доками та впали в море наприкінці 2007 року.

## Економіка
Економіка міста базується на вирощуванні бананів та лісовій промисловості, а також на харчовій та шкіряній промисловості. Ла-Сейбу називають столицею Гондурасу з екологічного туризму. Щороку в місті проводиться фестиваль на честь Ісидора-фермера, який збирає понад півмільйона туристів.

## Населення
За даними 2013 року чисельність населення міста становить 196 892 особи.
Динаміка чисельності населення міста за роками:
| 1974   | 1988   | 2001    | 2013    |
| ------ | ------ | ------- | ------- |
| 38 788 | 68 764 | 114 277 | 196 892 |

## Міста-побратими
- Санта-Ана, Сальвадор

## Галерея

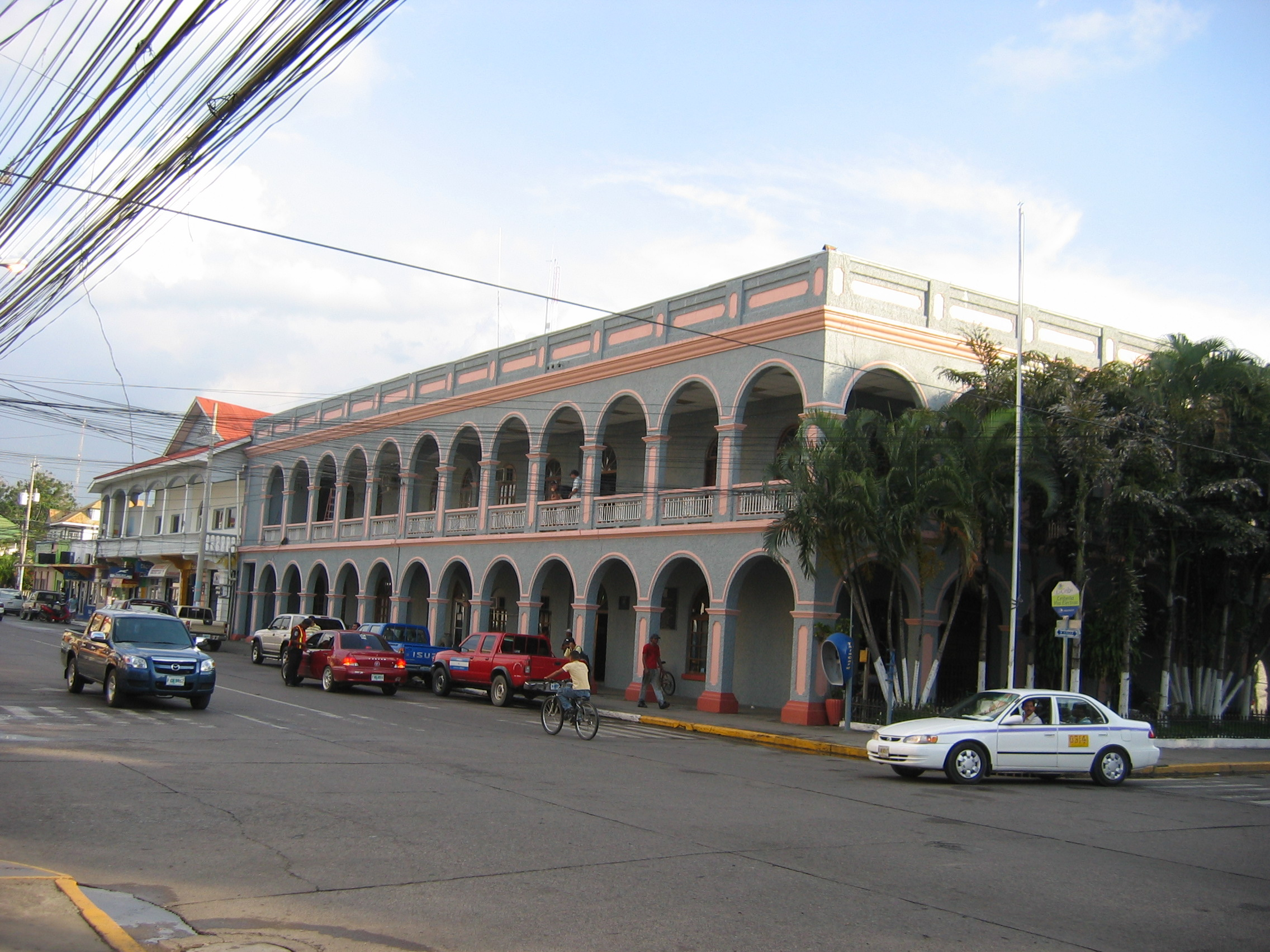
Ратуша в Ла-Сейбі
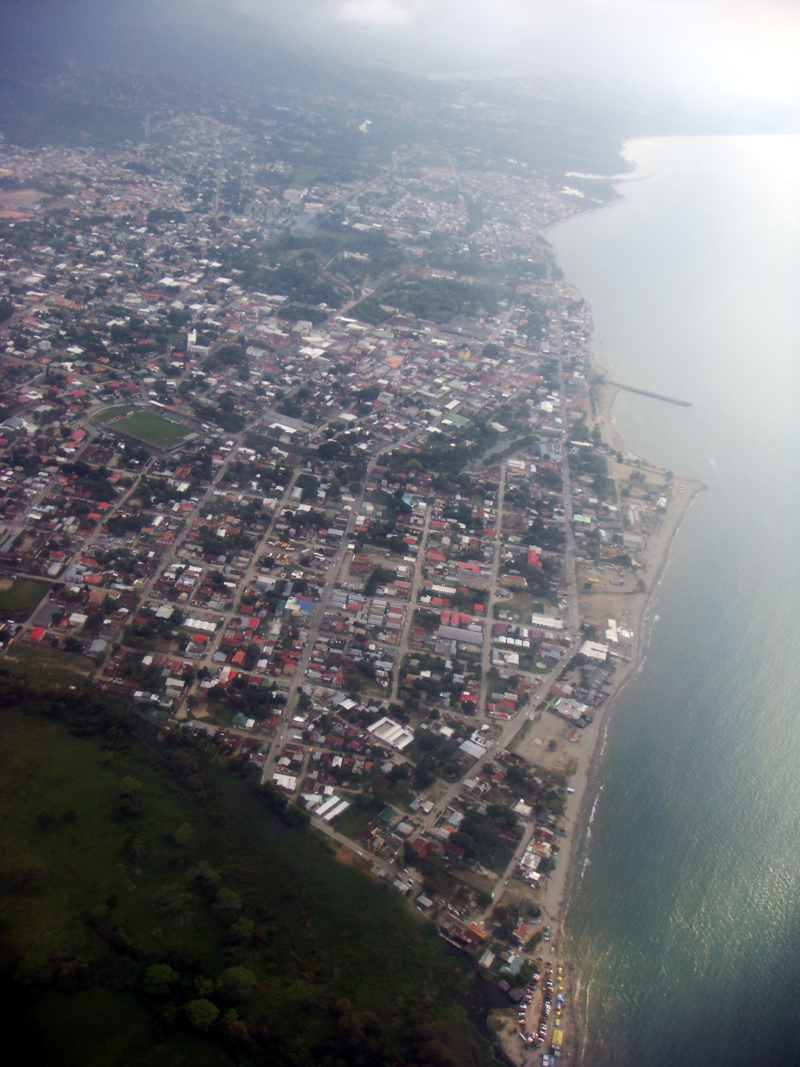
Ла-Сейба з висоти пташиного польоту